# Première bataille de Rappahannock Station
Guerre de Sécession
Batailles
Campagne de Virginie Septentrionale
- Cedar Mountain
- Rappahannock Station
- Manassas Station
- Thoroughfare Gap
- Bull Run
- Chantilly

La première bataille de Rappahannock Station (22 - 25 août 1862) est en fait une série d'escarmouches sur les berges de la Rappahannock, dans les comtés de Culpeper et Fauquier, pendant la Campagne de Virginie Septentrionale (guerre de Sécession).

## Préliminaires
Robert E. Lee, certain que le général unioniste George McClellan ne bougera pas de son refuge de Harrison Landing après avoir été repoussé loin de Richmond lors de la Bataille de Sept Jours, poursuit le lancement de sa Campagne de Virginie Septentrionale en ordonnant à James Longstreet et à ses troupes de quitter Richmond et de rejoindre Stonewall Jackson à Gordonsville, au nord-est de la Virginie. Lui-même les précède et y arrive le 15 août.

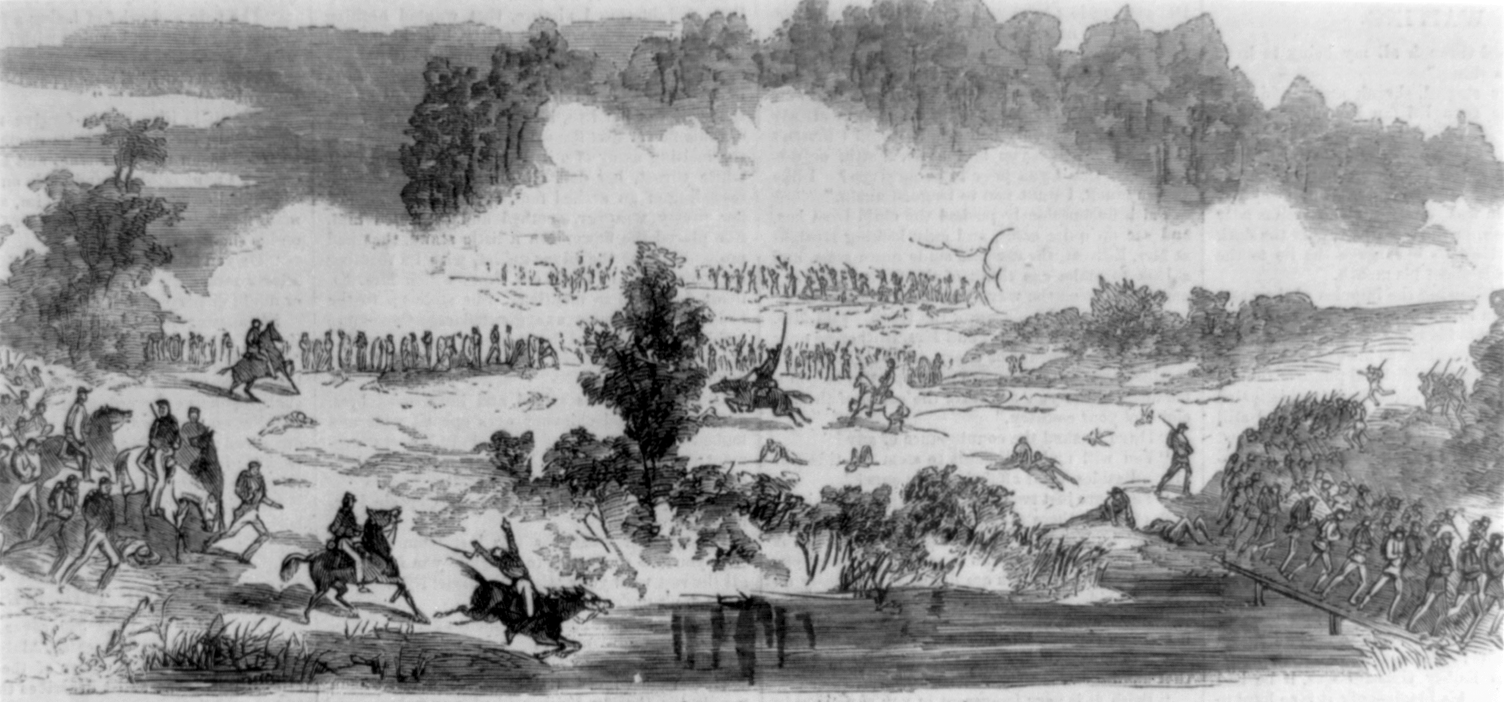
Accrochage à Freeman's Ford sur les berges de la Rappahannock le 22 août 1862. Mort du brig.gen. fédéral Henry Bohlen, 51 ans, tué d’une balle dans la tête.

Les 20 et 21 août, Pope recule et se repositionne le long de la rivière Rappahannock.

## Les escarmouches
Du 22 au 25 août 1862 les belligérants disputent une série de petits combats indécis le long de la Rappahannock : à Waterloo Bridge, Lee Springs, Sulphur Springs et Freeman's Ford. Le bilan est de quelques centaines de morts, dont le brig. gen. unioniste Henry Bohlen tué d’une balle dans la tête à Freeman’s Ford, le 22 août. Ces actions ont pour but de maintenir l’attention des deux armées sur les berges de la Rappahannock, qui par ailleurs est trop gonflée par les récentes pluies diluviennes pour permettre un passage en masse aussi bien à l’armée de Virginie du Nord (confédérée) qu’aux unionistes.
Le 22 août, Jeb Stuart manque être capturé lors d’une reconnaissance par un peloton de cavaliers éclaireurs unionistes ; il leur échappe, mais, obligé de fuir au galop, à l'aube, alors qu'il a dormi par terre dans un jardin en compagnie de son aide de camp Heros von Borcke, il doit leur abandonner son fameux chapeau à plume d'autruche et son sac, qui contient ses papiers. John Pope aura ainsi connaissance du plan de bataille confédéré…
Le 23 août, Stuart opère un raid nocturne de représailles sur le camp de Pope, à Catlett Station. Il manque son objectif (capturer le général en chef de l’armée de Virginie (unioniste)), mais rapporte les papiers et plans de Pope (et son uniforme), et démontre à Lee que l’aile droite ennemie est vulnérable.
Cependant des renforts arrivent à l’armée de Virginie (unioniste) de Pope : le IIIe Corps du maj. gen. Samuel P. Heintzelman, le Ve Corps du maj. gen. Fitz John Porter, et des éléments du VIe Corps du brig. gen. George W. Taylor.

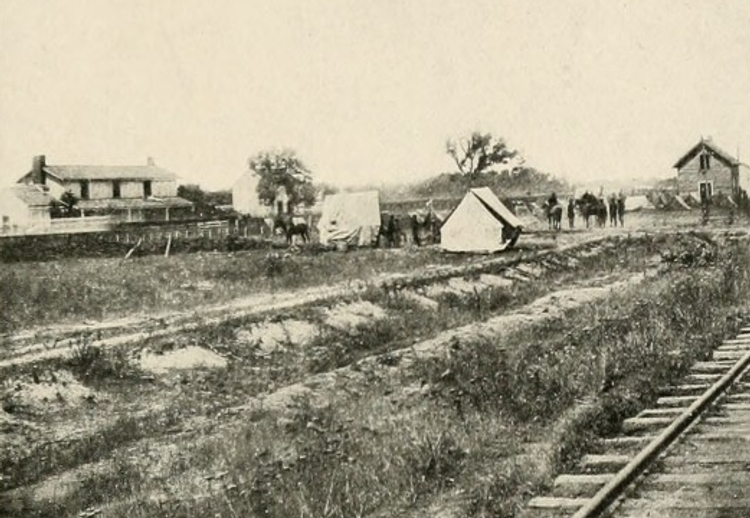
À Rappahannock Station, des cavaliers fédéraux gardent paisiblement la ligne Orange & Alexandria Railroad. Ils seront bientôt surpris (dans la nuit du 26 août- 1862- au 27 août 1862) par le raid dévastateur de Stonewall Jackson et Jeb Stuart.

Avant que ces renforts ne se mettent en ordre de bataille et ne donnent une supériorité numérique écrasante aux fédéraux, Lee réagit en ordonnant à Stuart et à Stonewall Jackson d’opérer un mouvement tournant, de passer sur les arrières de Pope en franchissant la passe de Thoroughfare Gap (la « Brêche du Trafic »), et de couper la ligne ferroviaire Orange & Alexandria Railroad qui approvisionne l'armée de Virginie (unioniste) de Pope et la relie à Washington D.C. (voir Combats de Manassas Station (25-27 août 1862)).
Pope serait alors obligé de faire retraite, et serait vulnérable pendant ce mouvement. Et quand les troupes de James Longstreet seront arrivées à marches forcées de Richmond, « le marteau (Stonewall Jackson) pourra écraser Pope sur l'enclume (Longstreet)… » (voir Seconde bataille de Bull Run).

## Source
- (en) Cet article est partiellement ou en totalité issu de l’article de Wikipédia en anglais intitulé « First Battle of Rappahannock Station » (voir la liste des auteurs).